# Doriana Leondeff
[[File:
|thumb|Doriana Leondeff]]
Doriana Leondeff (Bari, 1962) è una sceneggiatrice italiana.

## Biografia
Madre italiana e padre bulgaro, dopo la laurea in lettere moderne all’Università degli Studi La Sapienza di Roma, frequenta il Centro sperimentale di cinematografia di Roma, diplomandosi in sceneggiatura nel 1986.
All’inizio della sua carriera cinematografica, ha lavorato come assistente alla regia nel film Il tempo dei gitani di Emir Kusturica. I suoi esordi nella sceneggiatura sono legati alla collaborazione con sceneggiatori come Rodolfo Sonego e Nicola Badalucco.
La maggior parte dei film che ha scritto hanno partecipato a festival internazionali e hanno ricevuto riconoscimenti per la sceneggiatura sia in Italia che all’estero. Nel 2004, la città di Treviso le ha conferito il Premio Rodolfo Sonego alla carriera. Nel 2023 nell’ambito della Festa del Cinema di Roma, ottiene il Women in cinema award. Con il suo primo copione realizzato, Vite in sospeso, diretto da Marco Turco, ha vinto la Grolla d'oro per la miglior sceneggiatura (Festival di Saint-Vincent 1998). Con Pane e tulipani, diretto da Silvio Soldini, ha vinto i più prestigiosi premi in Italia (Ciak d'oro, Premio Flaiano, Nastro d'argento, David di Donatello) e ha ottenuto una candidatura allo European Film Awards (Parigi 2001) per la miglior sceneggiatura. Con La giusta distanza, diretto da Carlo Mazzacurati, ha vinto il Nastro d'argento per il miglior soggetto (Taormina 2005). Con Le assaggiatrici, diretto da Silvio Soldini, ha vinto il Globo d'oro per la migliore sceneggiatura.
Negli ultimi anni ha insegnato sceneggiatura in diverse università italiane (Milano, Roma, Padova, Messina) e ha tenuto dei corsi al Centro sperimentale di cinematografia di Roma.
Dal 2001 fa parte della giuria del David di Donatello.

## Filmografia

### Cinema
- Le assaggiatrici, regia di Silvio Soldini (2025)
- Volare, regia di Margherita Buy (2024)
- Quando, regia di Walter Veltroni (2023)
- My Soul Summer, regia di Fabio Mollo (2022)
- 3/19, regia di Silvio Soldini (2021)
- C'è tempo, regia di Walter Veltroni (2019)
- Sembra mio figlio, regia di Costanza Quatriglio (2018)
- Il colore nascosto delle cose, regia di Silvio Soldini (2017)
- Nemiche per la pelle, regia di Luca Lucini (2016)
- La sedia della felicità, regia di Carlo Mazzacurati (2013)
- La variabile umana, regia Bruno Oliviero (2013)
- Il comandante e la cicogna, regia di Silvio Soldini (2012)
- Quando la notte, regia di Cristina Comencini (2011).
- La passione, regia di Carlo Mazzacurati (2010)
- Cosa voglio di più, regia di Silvio Soldini (2010)
- Il grande sogno, regia di Michele Placido (2009)
- La giusta distanza, regia di Carlo Mazzacurati (2007)
- Giorni e nuvole, regia di Silvio Soldini (2007)
- Lezioni di volo, regia di Francesca Archibugi (2006)
- Amatemi, regia Renato De Maria (2005)
- L'amore ritrovato, regia di Carlo Mazzacurati (2004)
- Agata e la tempesta, regia di Silvio Soldini (2004)
- Brucio nel vento, regia di Silvio Soldini (2002)
- Pane e tulipani, regia di Silvio Soldini (2000)
- In principio erano le mutande, regia di Anna Negri (1999)
- La parola amore esiste, regia di Mimmo Calopresti (1998)
- Vite in sospeso, regia Marco Turco (1998)
- Le acrobate, regia di Silvio Soldini (1997)
- Saint Tropez, regia di Castellano e Pipolo (1992)

### Televisione
- I casi dell’avvocato Guerrieri, regia di Gianluca Tavarelli – serie TV (2025-in lavorazione)
- Il metodo Fenoglio - L'estate fredda, regia di Alessandro Casale – serie TV (2023)
- Il commissario Ricciardi seconda stagione, regia di Alessandro D'Alatri – serie TV (2021)
- Mina Settembre, regia di Tiziana Aristarco – serie TV (2021)
- Il commissario Ricciardi prima stagione, regia di Alessandro D'Alatri – serie TV  (2019)
- L'Aquila - Grandi speranze, regia di Marco Risi – serie TV (2019)
- Come fai sbagli, regia di Riccardo Donna e Tiziana Aristarco – serie TV  (2015)
- Fuoriclasse terza stagione, regia di Tiziana Aristarco – serie TV  (2015)
- Fuoriclasse seconda stagione, regia di Riccardo Donna – serie TV  (2014)
- Fuoriclasse prima stagione, regia di Riccardo Donna – serie TV  (2014)
- Il bello delle donne, regia di Maurizio Ponzi – serie TV  (2001)
- Una donna per amico, seconda stagione, regia di Rossella Izzo – serie TV  (2000)
- Non siamo soli, regia di Paolo Poeti – miniserie TV  (2091)

## Riconoscimenti
- David di Donatello
  - 2000 – Migliore sceneggiatura per Pane e tulipani[2]
  - 2002 – Candidatura alla miglior sceneggiatura per Brucio nel vento
  - 2008 – Candidatura alla miglior sceneggiatura per Giorni e nuvole
  - 2008 – Candidatura alla miglior sceneggiatura per La giusta distanza
- Nastro d'argento
  - 2000 – Miglior sceneggiatura per Pane e tulipani[3]
  - 2008 – Miglior soggetto per Giorni e nuvole
  - 2008 – Candidatura alla miglior sceneggiatura per Giorni e nuvole
- Globo d'oro
  - 2025 – Migliore sceneggiatuta per Le assaggiatrici
- European Film Awards
  - 2002 – Candidatura alla miglior sceneggiatura per Pane e tulipani[4]
- Ciak d'oro
  - 2000 – Premio per la miglior sceneggiatura per Pane e tulipani
- Premio Flaiano
  - 2000 – Premio per la miglior sceneggiatura per Pane e tulipani
- Grolla d'oro
  - 1998 – Premio per la miglior sceneggiatura per Vite in sospeso.
- Women in cinema award
  - 2023 – Premio alla carriera nell’ambito della Festa del Cinema di Roma.
- Premio Rodolfo Sonego
  - 2004 – Premio alla carriera conferito dalla città di Treviso